# 6146 Adamkrafft
A 6146 Adamkrafft (ideiglenes jelöléssel 3262 T-2) a Naprendszer kisbolygóövében található aszteroida. Cornelis Johannes van Houten,  Ingrid van Houten-Groeneveld és Tom Gehrels fedezte fel 1973. szeptember 30-án.